# Antoine Vessaz

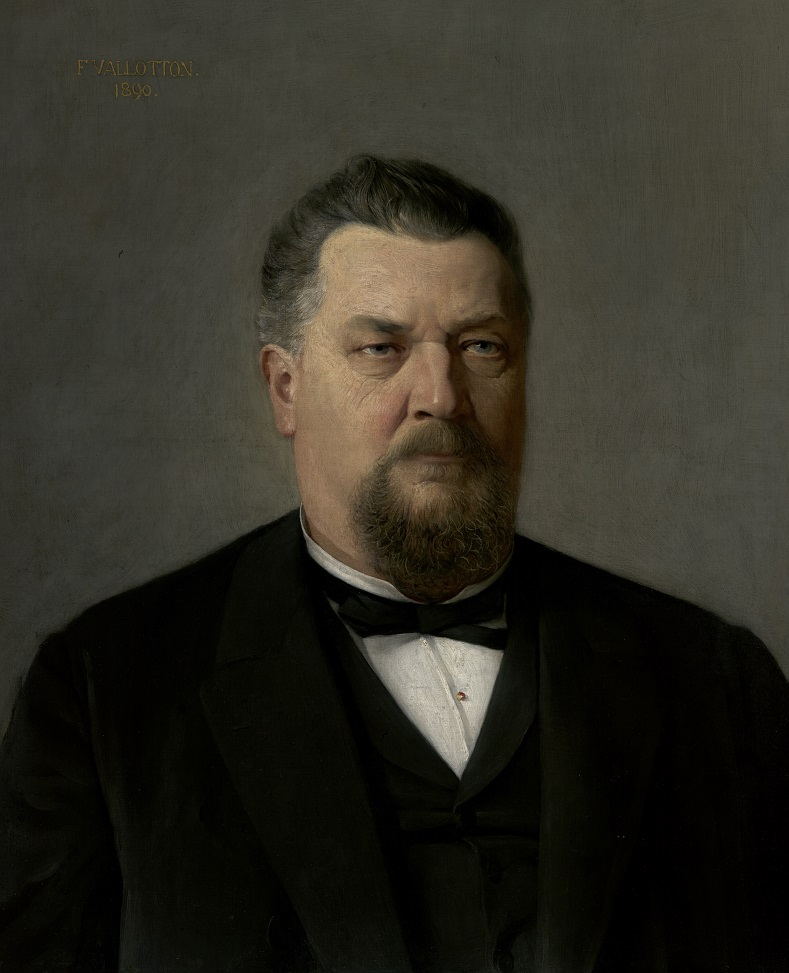
Antoine Vessaz gemalt von Félix Vallotton

Antoine Vessaz (* 20. Juni 1833 in Lucens; † 25. Oktober 1911 in Konstanz, heimatberechtigt in Chabrey) war ein Schweizer Politiker (FDP).

## Biografie
Vessaz war von 1868 bis 1873 Präfekt von Lausanne, danach bis 1875 Direktor der Bahngesellschaft Suisse Occidentale. Von 1874 bis 1878 war er Abgeordneter des Grossen Rates des Kantons Waadt, anschliessend arbeitete er bis 1892 als Steuereinnehmer des Bezirks Lausanne. In den 1870er Jahren amtierte er als Verwaltungsrat der Union vaudoise de crédit. Ab 1871 gehörte er dem Bankrat der Waadtländer Kantonalbank an, ab 1878 war er zusätzlich Aufsichtsrat der Waadtländer Hypothekarkasse.
Im Jahr 1875 wurde Vessaz in den Ständerat gewählt, den er 1878 präsidierte. Nach den Parlamentswahlen 1878 wechselte er in den Nationalrat, dem er bis 1883 angehörte. 1881 war er auch Nationalratspräsident. Als Mitglied des kantonalen Verfassungsrates arbeitete er 1884/85 an einer neuen Kantonsverfassung.
Vessaz war ab 1886 Verwaltungsrat der Bahngesellschaft Suisse-Occidentale–Simplon (SOS) und setzte sich zusammen it Louis Ruchonnet für den Bau des Simplontunnels ein. 1889 war er die treibende Kraft bei der Fusion der SOS mit der Jura–Bern–Luzern zur Jura-Simplon-Bahn (JS). Daraufhin gehörte er dem Verwaltungsrat der JS an. Die Zeitung Der Bund beschuldigte Vessaz 1891 der Korruption, woraufhin er sämtliche Ämter aufgab und zu seiner Tochter nach Konstanz zog.